# Chráněná krajinná oblast Orlické hory

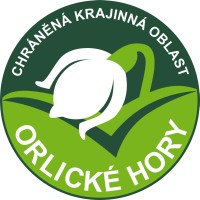
Logo CHKO Orlické hory

Chráněná krajinná oblast Orlické hory (CHKO Orlické hory) je chráněná krajinná oblast v Česku. Vyhlášena byla 12. března 1970. Správa CHKO sídlí v Rychnově nad Kněžnou. Rozloha CHKO činí 233 km², nadmořská výška se pohybuje v rozmezí 402 až 1 116 metrů, nejvyšším bodem je vrchol Velké Deštné.
CHKO Orlické hory byla vyhlášena k ochraně pozoruhodně zachovalého krajinného celku tvořeného hřebenem Orlických hor. Součástí CHKO je 21 maloplošných zvláště chráněných území (2 národní přírodní rezervace, 13 přírodních rezervací, 6 přírodních památek) a také několik území patřících do soustavy Natura 2000 (5 evropsky významných lokalit a 1 ptačí oblast).

## Zvláště chráněná maloplošná území
K těmto územím v CHKO Orlické hory patří následující:

### Národní přírodní rezervace
- Bukačka
- Trčkov

### Přírodní rezervace
- Bedřichovka
- Černý důl
- Hořečky
- Hraniční louka
- Jelení lázeň
- Komáří vrch
- Neratovské louky
- Pod Vrchmezím
- Pod Zakletým
- Kačerov
- Sedloňovský vrch
- Trčkovská louka
- Zemská brána

### Přírodní památky
- Kačenčina zahrádka
- Rašeliniště pod Pětirozcestím
- Rašeliniště pod Předním vrchem
- Sfinga
- U Kunštátské kaple
- Velká louka